# Distretto di Iława
Il distretto di Iława (in polacco powiat iławski) è un distretto polacco appartenente al voivodato della Varmia-Masuria.

## Geografia antropica

### Suddivisioni amministrative
Il distretto comprende 7 comuni.
- Comuni urbani: Iława, Lubawa
- Comuni urbano-rurali: Kisielice, Susz, Zalewo
- Comuni rurali: Iława, Lubawa